# 红党 (挪威)
红党是挪威的一个共产主义政党。该党成立于2007年3月11日，由红色选举联盟和工人共产党合并而成。总部位于奥斯陆。该党曾派代表出席国际共产主义研讨会。
该党成立后，有一些团体并入该党，其中最知名的例子是托洛茨基主义组织国际社会主义者的加入。该党由各种内部派别组成，包括托洛茨基主义者、马克思列宁主义者和民主社会主义者。

## 历任领袖
| 任次 | 肖像                    | 姓名                  | 就职          | 离职          | 任职时间 |
| ---- | ----------------------- | --------------------- | ------------- | ------------- | -------- |
| 1    | 托斯坦·达勒（英语：Torstein Dahle）   | 托斯坦·达勒           | 2007年2月     | 2010年5月30日 | 3年118天 |
| 2    | 图里德·托马森（英语：Turid Thomassen） | 图里德·托马森         | 2010年5月30日 | 2012年5月6日  | 1年342天 |
| 3    | 比约尔纳尔·莫克斯内斯   | 比约尔纳尔·莫克斯内斯 | 2012年5月6日  | 2023年7月24日 | 11年79天 |
| 4    | 玛丽·斯内夫·马丁努森    | 玛丽·斯内夫·马丁努森  | 2023年7月24日 | 现任          | 1年364天 |

## 外部連結
- Official website （页面存档备份，存于） (in Norwegian)
- Red Youth Official website （页面存档备份，存于） (in Norwegian)